# United Football Club
Lo United Football Club,(in arabo:نادي يونايتد لكرة القدم) è una squadra professionista degli Emirati Arabi Uniti, con sede nella città di Dubai. Nella stagione 2024-2025 militerà, per la seconda stagione consecutiva, nella UAE Division 1.
I colori sociali del club sono il bianco, il nero e l'azzurro. La squadra gioca, momentaneamente, le sue partite casalinghe presso l'ISD Stadium Pitch di Dubai che può contenere fino a 1.000 spettatori.
Il team possiede anche una squadra riverse lo United Football Club B che attualmente milita nella UAE Third Division.

## Storia
La squadra è nata nel 2019 con il nome di Dubai Football Club e prese parte alla prima edizione della UAE Second Division, quella della stagione 2019-2020, che poi venne sospesa per la diffusione della Pandemia da COVID-19 negli Emirati Arabi Uniti mentre la squadra si trovava al terzo posto in classifica.
Nel settembre del 2022 la società ha subito un cambio di proprietà, venendo acquistato da un gruppo giudato dall'ex portiere della Nazionale maschile di calcio della Moldavia, Ilie Cebanu; la squadra inoltre ha subito anche un cambio di denominazione cambiando il proprio nome in United Football Club.
La nuova dirigenza ha fatto di tutto per ottenere la promozione nella UAE First Division, ingaggiato nuovi giocatori ed allenatori; con la squadra ha iniziato a mostrare grandi prestazioni. Lo United FC è diventato durante la stagione 2022-2023 della UAE Second Division uno dei favoriti per la promozione, e dopo aver vinto 
anche le ultime due partite, contro il Fleetwood United e l'Al-Hilal United, ha concluso la stagione al 2º posto conquistando la promozione, con il miglior attacco e la miglior difesa del campionato, ed arrivando a pari punti con il Gulf United, che però si è piazzato al primo posto per i migliori risultati negli scontri diretti, una vittoria ed un pareggio.
Durante la finestra del mercato estivo 2023, in vista dell'esordio della squadra in UAE First Division sono stati apportati molti cambiamenti. È arrivato un nuovo direttore tecnico, il francese Jean Marc Nobilo, mentre la panchina della squadra è stata affidata a Johann Louvel, affiancato da numerosi specialisti francesi. Il club ha inoltre ingaggiato vari giocatori tra cui l'attaccante argentino Marcelo Torres e quello nigeriano Imade Osarenkhoe; inoltre lo United FC ha anche rinnovato i contratti di Pape Gueye, miglior marcatore della UAE Second Division League 2022-2023, e di Moussa Ouedraogo, scelto dalla squadra come miglior giocatore della stagione precedente. La stagione è iniziata con una vittoria ai rigori nel primo turno preliminare della Coppa del Presidente degli Emirati Arabi Uniti 2023-2024 contro il Gulf United, nella prima partita della storia del club nella competizione. Nella Prima Divisione, la squadra è riuscita subito ad adattarsi al nuovo campionato portando al termine una ottima stagione di esordio conclusa con il sesto posto in classifica, trascinati dai 26 goal dei Marcelo Torres, capocannoniere del campionato.
Mantenuta la categoria nell'estate del 2024 viene annunciato come nuovo allenatore della squadra l'olandese Arno Buitenweg, e dopo aver confermato la permanenza di alcuni dei giocatori principali della precedente stagione, tra cui il bomber Marcelo Torres, firma alcuni importanti giocatori internazionali tra cui il centrocampista portoghese Adrien Silva, campione d'Europa 2016, e l'attaccante olandese Quincy Promes. L'acquisto dell'attaccante ha attirato l'attenzione dei media di tutto il mondo visto che: prima nel 2020 era stato condannato a 18 mesi di reclusione per aver accoltellato un suo cugino e poi, nel 2024, era stato condannato in via definitiva a 6 anni di carcere per aver trafficato oltre 1300 kg di cocaina, facendola passare tramite il porto di Anversa.

## Organico

### Rosa attuale
La rosa per la stagione 2024-2025
| N. |                                | Ruolo | Calciatore                               |
| -- | ------------------------------ | ----- | ---------------------------------------- |
| 1  | Emirati Arabi Uniti (bandiera) | P     | Ibrahim Al-Kaebi                         |
| 2  | Burkina Faso (bandiera)        | D     | Nagoro Dao                               |
| 3  | Giordania (bandiera)           | D     | Othman Jamaluldin                        |
| 4  | Emirati Arabi Uniti (bandiera) | D     | Abdulrahman Adel                         |
| 5  | Costa d'Avorio (bandiera)      | D     | Malick Atanda                            |
| 6  | Emirati Arabi Uniti (bandiera) | C     | Manea Aydh                               |
| 7  | Emirati Arabi Uniti (bandiera) | A     | Ali Sanqoor                              |
| 8  | Mali (bandiera)                | C     | Baidi Diakite                            |
| 9  | Senegal (bandiera)             | A     | Ivan Lopis                               |
| 12 | Emirati Arabi Uniti (bandiera) | D     | Hazaa Shehab (in prestito dall'Al Wahda) |
| 13 | Emirati Arabi Uniti (bandiera) | P     | Ali Saeed Saqer                          |
| 14 | Ghana (bandiera)               | C     | Wiredu Akwasi                            |
| 16 | Senegal (bandiera)             | P     | Prince Gueye                             |
| 17 | Portogallo (bandiera)          | C     | Samuel Pedro                             |
| 18 | Costa d'Avorio (bandiera)      | D     | Alassane Diallo                          |
| 19 | Guinea (bandiera)              | C     | Malick Sylla                             |
| 20 | Ghana (bandiera)               | C     | Prince Kyem                              |
| 21 | Serbia (bandiera)              | D     | Andrej Krstić                            |
| 22 | Emirati Arabi Uniti (bandiera) | C     | Mohammed Yousuf Ghulam                   |
| 23 | Portogallo (bandiera)          | C     | Adrien Silva                             |

| N. |                                | Ruolo | Calciatore                                  |
| -- | ------------------------------ | ----- | ------------------------------------------- |
| 24 | Emirati Arabi Uniti (bandiera) | D     | Khalid Al-Jabri (in prestito dall'Al Wahda) |
| 27 | Ghana (bandiera)               | A     | Zubayr Duodu                                |
| 28 | Rep. del Congo (bandiera)      | C     | Prince Soussou                              |
| 30 | Burkina Faso (bandiera)        | C     | Aziz Siribie                                |
| 33 | Camerun (bandiera)             | D     | Alexis Takouam                              |
| 34 | Senegal (bandiera)             | P     | Ahmadou Dieye                               |
| 35 | Camerun (bandiera)             | C     | Junior Fonyuy                               |
| 37 | Emirati Arabi Uniti (bandiera) | D     | Ahmed Rashed                                |
| 38 | Emirati Arabi Uniti (bandiera) | D     | Khalid Al Zari (in prestito dal Kalba)      |
| 40 | Camerun (bandiera)             | P     | Willy Noa                                   |
| 44 | Emirati Arabi Uniti (bandiera) | D     | Faris Jumaa                                 |
| 63 | Algeria (bandiera)             | C     | Mohanad Mohandi                             |
| 66 | Senegal (bandiera)             | D     | Jean Aka                                    |
| 74 | Ghana (bandiera)               | C     | Emmanuel Gyampoh                            |
| 75 | Paesi Bassi (bandiera)         | C     | Imanuel Bonsu                               |
| 78 | Russia (bandiera)              | D     | Aleksandr Goncharov                         |
| 79 | Russia (bandiera)              | C     | Matvey Kiselev                              |
| 80 | Costa d'Avorio (bandiera)      | C     | Brahima Ouattara                            |
| 81 | Russia (bandiera)              | C     | Konstantin Matveev                          |
| 97 | Ghana (bandiera)               | C     | Monkhallah Abdullah                         |
| 99 | Nigeria (bandiera)             | A     | Imade Osarenkhoe                            |

### Staff Tecnico
| Posizione            | Nome              |
| -------------------- | ----------------- |
| Allenatore           | Andrea Pirlo      |
| Assistente Tecnico   | Roberto Baronio   |
| Assistente Tecnico   | Mauro Bertoni     |
| Preparatore Atletico | Roberto De Bellis |
| Preparatore Atletico | Dmitry Morozov    |
| Match Analyst        | Simone Di Martino |